# Gare de Saint-Flour - Chaudes-Aigues
Gare de Saint-Flour – Chaudes-Aigues – stacja kolejowa w Saint-Flour, w departamencie Cantal, w regionie Owernia-Rodan-Alpy, we Francji. Obecnie jest zarządzana przez SNCF (budynek dworca) i przez RFF (infrastruktura).
Stacja jest obsługiwana przez pociągi TER Auvergne  oraz pociągi towarowe Fret SNCF.

## Linie kolejowe
- Béziers – Neussargues
- Beaumont-Loriat – Saint-Flour